# Nemesia maxii
Nemesia maxii är en flenörtsväxtart som beskrevs av William Philip Hiern. Nemesia maxii ingår i släktet nemesior, och familjen flenörtsväxter. Inga underarter finns listade i Catalogue of Life.